# Lutetium(III)-sulfat
Lutetium(III)-sulfat, Lu2(SO4)3 ist eine chemische Verbindung des Lanthanoids Lutetium aus der Gruppe der Sulfate.

## Eigenschaften
Lutetium(III)-sulfat ist ein weißes Pulver, welches in Wasser löslich ist. Es zersetzt sich bei unter 850 °C.